# Volodárskoe (Abjasia)
Volodárskoe (en georgiano: ვოლოდარსკოე) o Anuaarkit (en abjasio: Ануаарқыҭ, romanizado: Anuaarkyt) es una aldea que pertenece a la parcialmente reconocida República de Abjasia, parte del distrito de Sujumi, aunque de iure pertenece al municipio de Sojumi de la República Autónoma de Abjasia de Georgia.

## Toponimia
En la década de 1940, el asentamiento se renombró como Goreubani (en georgiano: გორეუბანი), y en los años 50 se restauró el nombre de Volodárskoe.

## Geografía
Volodárskoe se encuentra en la llanura montañosa junto al mar Negro, a 3 km de Sujumi. Las aldea se administra desde el pueblo de Dziguta.   

## Demografía
La evolución demográfica de Volodárskoe entre 1959 y 1989 fue la siguiente:
| 803                                                 | 453 |
| (Fuente: Population of Abkhazia since Soviet times) |     |

Antes de la guerra de Abjasia, la mayoría de la población local eran georgianos.